# ستانیسواووو (استان اشوی‌داشکسیه)
ستانیسواووو (به لهستانی: Stanisławów) یک منطقهٔ مسکونی در لهستان است که در گمینا فاوکوو واقع شده‌است.